# Zdeněk Čáp (lékař)
Zdeněk (někdy též Zdenko) Čáp (30. srpna 1904 Rokycany – 7. března 1984 Rokycany) byl praktický lékař v Rokycanech, za protektorátu aktivní účastník protiněmeckého odporu podporovatel výsadku Anthropoid a Tin. 

## Život

### Rodinný původ a studia
Zdeněk Čáp se narodil v Rokycanech v domě číslo popisné 153/I dne 30. srpna 1904 do rodiny ředitele berního úřadu Zdeňka Čápa staršího a jeho manželky Jolany jako druhorozený (prvorozená byla jeho sestra Emilie, narozená v roce 1898). Byl sice pokřtěn jmény Zdenko Jan Nepomuk, ale v praktickém životě používal jméno Zdeněk. Po skončení středoškolského studia na rokycanském gymnáziu (maturita v roce 1923) pokračoval ve vysokoškolském studiu v Praze na Lékařské fakultě Univerzity Karlovy, kde svá studia uzavřel 6. prosince 1929 promocí. Prvním pracovním působištěm MUDr. Zdeňka Čápa byla Přibyslav.

### 30. léta 20. století
Souhlas s provozováním veřejné lékařské praxe v Rokycanech získal MUDr. Zdeněk Čáp od Zemského úřadu v roce 1931. Během následujícího období vedl svoji rokycanskou ordinaci praktického doktora rodinného typu a současně vykonával i funkci smluvního lékaře Československých drah. Nadstandardní kontakty se zaměstnanci železnic jej po vyhlášení Protektorátu Čechy a Morava (po 15. březnu 1939) přivedly do řad členů ilegálního domácího protiněmeckého odboje.

### V odboji

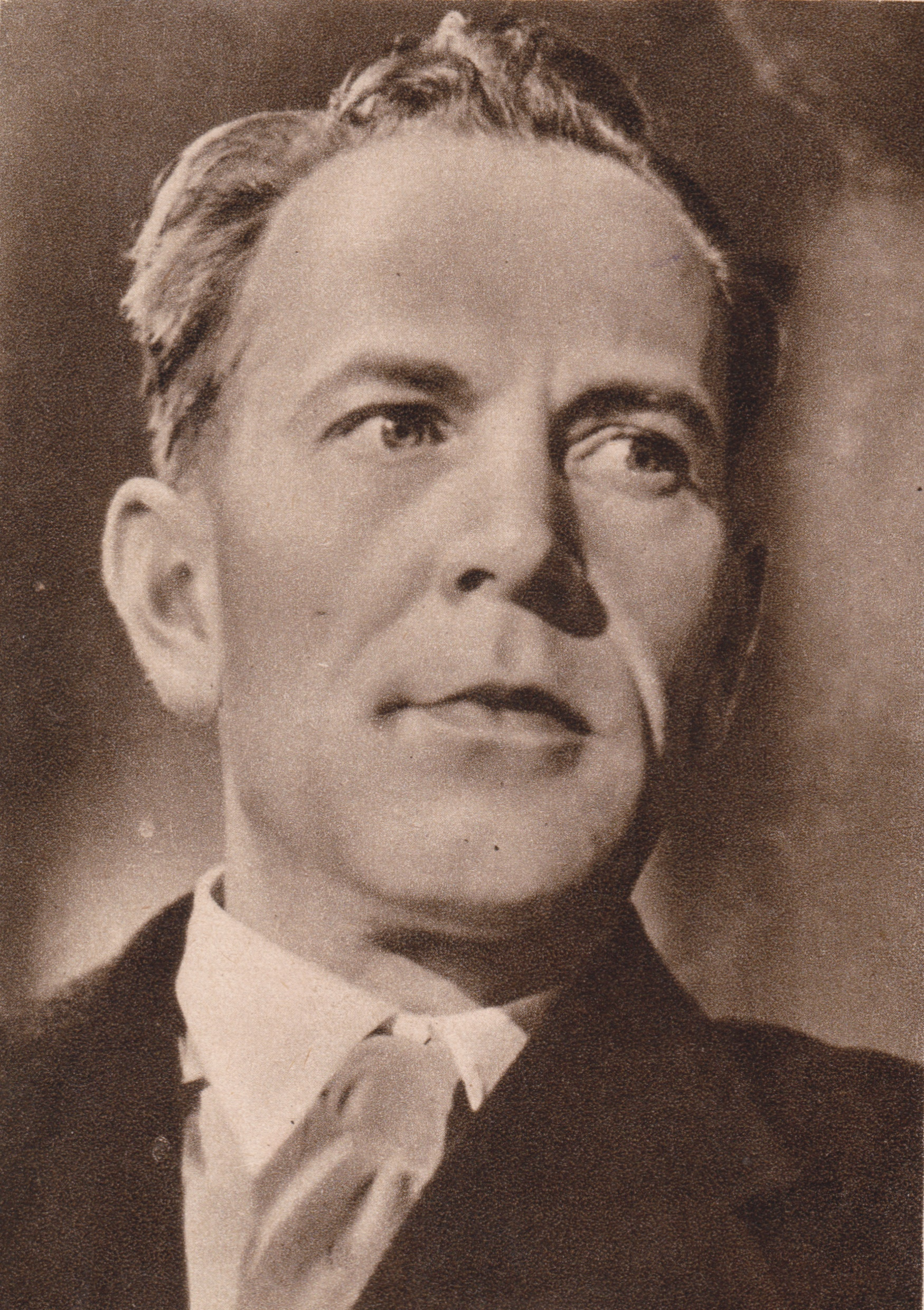
Karel Vokáč, jeden z odbojových spolupracovníků MUDr. Zdeňka Čápa na Rokycansku

MUDr. Zdeněk Čáp se do odboje zpočátku zapojil jen jako spojka mezi pražskou a rokycanskou odbojovou skupinou. U některých spěšných vlaků v Rokycanech vyzvedával tiskoviny, letáky a směrnice a předával je dále odbojáři Františku Řehořovi (ten byl členem rokycanské buňky ilegální vojenské odbojové organizace Obrana národa) v Rokycanech nebo básníku, odbojáři a učiteli Karlu Vokáčovi do Strašic u Rokycan. Kromě této kurýrní činnosti podporoval MUDr. Zdeněk Čáp i rodiny perzekvovaných a několika osobám umožnil vyhnout se pracovnímu nasazení ve Velkoněmecké říši tím, že jim vystavil lékařské osvědčení o pracovní nezpůsobilosti.

#### Operace Anthropoid

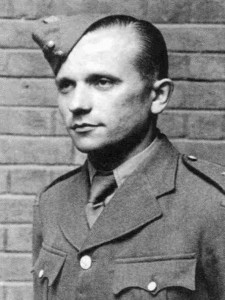
Parašutista Jozef Gabčík, kterému MUDr. Zdeněk Čáp zafixoval zraněnou nohu po seskoku v oblasti kotníku

Vlivem navigační chyby byli Jozef Gabčík s Janem Kubišem (parašutisté operace Anthropoid) vysazeni na zmrzlou a zasněženou půdu protektorátu 29. prosince ve 2 hodiny a 24 minut greenwichského času u Nehvizd východně od Prahy. Jozef Gabčík se při seskoku zranil na noze. První záchytná (konspirační) adresa, kterou parašutisté dostali, směřovala do Rokycan za penzionovaným železničním zaměstnancem Václavem Stehlíkem A právě zde v Rokycanech zajistil Václav Stehlík ošetření Gabčíkova kotníku u MUDr. Zdeňka Čápa. (Distorzi hlezenního kloubu s podezřením na zlomeninu kotníku zafixoval lékař sádrovým obvazem s podpatkem.) Po jedné noci, strávené u Václava Stehlíka, se 30. prosince 1941 Gabčík s Kubišem vydali na další záchytnou adresu do Plzně k rodině Králových. Od Králových dne 31. prosince 1941 odjel do Prahy k Růtovým Jan Kubiš; Jozef Gabčík zůstal u Králů v Plzni, aby si doléčoval zraněnou nohu.

#### Operace Tin

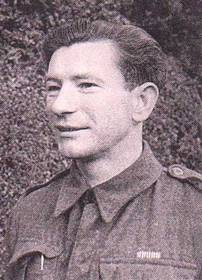
Parašutista Ludvík Cupal byl po seskoku ošetřen MUDr. Zdeňkem Čápem

Paravýsadek operace Tin tvořili rotní Ludvík Cupal a Jaroslav Švarc. Výsadek proběhl v noci z 29. na 30. dubna 1942 spolu se skupinou Intransitive ve středních Čechách nedaleko vsi Padrť u Rožmitálu (poblíž Padrťských rybníků). Skupina se však při seskoku rozdělila a nenalezla výstroj. Oba výsadkáři si při doskoku zranili nohu. Cupal si navíc způsobil i vážné vnitřní zranění, ze kterého už se nikdy plně nevyléčil. Cupalovi se přesto podařilo dostat se do Rokycan na záchytnou adresu k Václavu Stehlíkovi. Ošetření parašutisty Ludvíka Cupala tak zajišťoval opět Václav Stehlík cestou praktického lékaře MUDr. Zdeňka Čápa. S pomocí dalšího výsadkáře Vojtěcha Lukaštíka (paravýsadek Intransitive) se pak Cupal přesunul na Moravu.
Vinou rodinných rozepří u Stehlíků se gestapo dozvědělo o pobytu parašutistů z Anglie v jejich domě.  Všichni členové rodiny Václava Stehlíka byli zatčeni a dne 28. května 1942 popraveni Němci na střelnici v Plzni-Lobzích a to tak rychle, že vyšetřovatelé již nestačili provést dostatečně důkladně veškeré jejich výslechy, což zachránilo život i dalším odbojářům, a to včetně MUDr. Zdeňka Čápa.
MUDr. Zdeněk Čáp pomáhal odboji až do konce druhé světové války.

### Po druhé světové válce
MUDr. Zdeněk Čáp i celá jeho rodina druhou světovou válku přečkali. Po osvobození Československa a po zrušení soukromých lékařských praxí pracoval jako závodní lékař v Železárnách Bílá Cerkev v Hrádku u Rokycan (v ŽBC v Hrádku u Rokycan). S manželkou Blaženou Čápovou (rozenou Jakobeovou z Rokycan, * 29. ledna 1910 – 27. června 1998) měli dvě dcery: Zdenu Čápovou (* 21. dubna 1935) a Hanu Čápovou (* 19. října 1936). MUDr. Zdeněk Čáp zemřel 7. března 1984 v Rokycanech.

## Připomínka

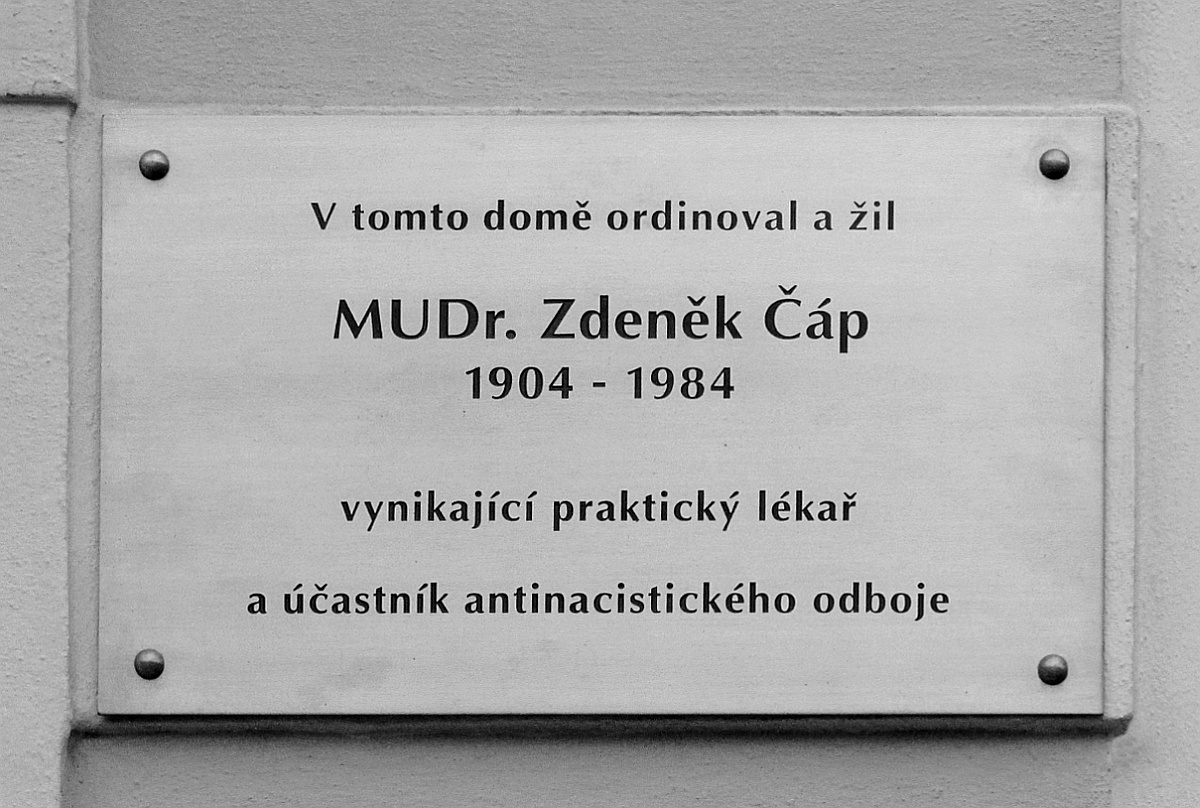
Pamětní deska v Rokycanech

V pátek 3. května 2019 v 17.00 hodin byla v Rokycanech na vnější fasádě domu, kde bydlel (na adrese: Masarykovo náměstí 82, 337 01 Rokycany–Střed) slavnostně odhalena pamětní deska věnovaná MUDr. Zdeňku Čápovi. Autorem pamětní desky je akademický sochař Ivan Tichý; akci inicializoval MUDr. Václav Hejda a zhotovení desky finančně podpořil Ing. Zdeněk Rataj. Na pamětní desce je nápis: V tomto domě ordinoval a žil / MUDr. Zdeněk Čáp / 1904 – 1984 / vynikající praktický lékař / a účastník antinacistického odboje.